# Gijón Baloncesto 1999-2000
Questa voce raccoglie le informazioni riguardanti il Gijón Baloncesto nelle competizioni ufficiali della stagione 1999-2000.

## Stagione
La stagione 1999-2000 del Gijón Baloncesto è la 2ª nel massimo campionato spagnolo di pallacanestro, la Liga ACB.
All'inizio della nuova stagione la Federazione decise di modificare il regolamento riguardo al numero di giocatori extracomunitari consentiti per ogni squadra che così passò a solo due.

## Roster
Aggiornato al 31 gennaio 2025.
| Gijón Baloncesto 1999-00 | Gijón Baloncesto 1999-00 |
| Giocatori                | Staff tecnico            |
| ------------------------ | ------------------------ |

| N. | Naz.                                       | Ruolo | Nome               | Anno | Alt.   | Peso   |  |
| -- | ------------------------------------------ | ----- | ------------------ | ---- | ------ | ------ |  |
| 4  | Argentina (bandiera)                       | AC    | Luis Scola         | 1980 | 206 cm | 105 kg |  |
| 5  | Spagna (bandiera)                          | P     | Tomás Jofresa      | 1970 | 184 cm | 80 kg  |  |
| 6  | Spagna (bandiera)                          | P     | Oscar Cobelo       | 1972 | 175 cm |        |  |
| 7  | Stati Uniti (bandiera)                     | C     | Glen Whisby        | 1972 | 203 cm | 112 kg |  |
| 7  | Stati Uniti (bandiera) · Spagna (bandiera) | AP    | Jackie Espinosa    | 1965 | 196 cm |        |  |
| 8  | Spagna (bandiera)                          | G     | Álex Escudero      | 1974 | 194 cm |        |  |
| 9  | Spagna (bandiera)                          | AG    | José Ramón Esmorís | 1975 | 204 cm |        |  |
| 10 | Spagna (bandiera)                          | AG    | Oscar Rodríguez    | 1974 | 204 cm |        |  |
| 11 | Spagna (bandiera)                          | PG    | Javier Pérez       | 1970 | 189 cm |        |  |
| 12 | Argentina (bandiera) · Italia (bandiera)   | AP    | Hernán Jasen       | 1978 | 198 cm | 97 kg  |  |
| 13 | Stati Uniti (bandiera)                     | C     | Terquin Mott       | 1974 | 203 cm | 111 kg |  |
| 14 | Jugoslavia (bandiera) · Grecia (bandiera)  | C     | Miroslav Pecarski  | 1967 | 211 cm | 116 kg |  |
| 15 | Spagna (bandiera)                          | AP    | Óscar Yebra        | 1974 | 200 cm | 95 kg  |  |

| Allenatore                                                        |
| - Moncho López                                                    |
| Assistente/i                                                      |
| - Ed Johnson Legenda - (C) Capitano - (IN) Inattivo - Infortunato |

## Mercato

### Sessione estiva
| Acquisti | Acquisti          | Acquisti          | Acquisti         | Acquisti |
| R.a      | Nome              | da                | Modalità         |          |
| -------- | ----------------- | ----------------- | ---------------- | -------- |
| P        | Tomás Jofresa     | Pall. Treviso     | definitivo       |          |
| P        | Javier Pérez      | Cantabria         | definitivo       |          |
| G        | Álex Escudero     | Murcia            | definitivo       |          |
| AP       | Hernán Jasen      | Est. Bahía Blanca | definitivo       |          |
| AP       | Óscar Yebra       | CSP Limoges       | definitivo       |          |
| AC       | Luis Scola        | Saski Baskonia    | rinnovo prestito |          |
| C        | Miroslav Pecarski | Cholet            | definitivo       |          |
| C        | Glen Whisby       | Pall. Cantù       | definitivo       |          |

| Cessioni | Cessioni             | Cessioni    | Cessioni       | Cessioni |
| R.       | Nome                 | a           | Modalità       |          |
| -------- | -------------------- | ----------- | -------------- | -------- |
| P        | Ruben Suárez         | Guadalajara | fine contratto |          |
| G        | Luis Merino          | Inca        | fine contratto |          |
| G        | Josep Pacreu         | Minorca     | fine contratto |          |
| AP       | Diego Sánchez        | Linense     | fine contratto |          |
| A        | Linton Townes        |             | ritirato       |          |
| AG       | Pedro Rodríguez      | Gaia        | fine contratto |          |
| AC       | José Antonio Carreño |             | fine contratto |          |
| AC       | Carlos Uzal          | Coruña      | fine contratto |          |

### Dopo l'inizio della stagione
| Acquisti | Acquisti        | Acquisti          | Acquisti      | Acquisti   |
| R.       | Nome            | da                | Data          | Modalità   |
| -------- | --------------- | ----------------- | ------------- | ---------- |
| C        | Terquin Mott    | S. Miguel Beermen | dicembre 1999 | definitivo |
| AP       | Jackie Espinosa | Near East         | febbraio 2000 | definitivo |

| Cessioni | Cessioni          | Cessioni   | Cessioni      | Cessioni    |
| R.       | Nome              | a          | Data          | Modalità    |
| -------- | ----------------- | ---------- | ------------- | ----------- |
| C        | Glen Whisby       | Free agent | dicembre 1999 | rescissione |
| C        | Miroslav Pecarski | Free agent | febbraio 2000 | rescissione |